# Andra slaviska velarpalataliseringen
Andra slaviska velarpalataliseringen är en samslavisk ljudförändring som innebar en regressiv palatalisering av velarer. Ljudförändringen går också under benämningen den andra regressiva palataliseringen av velarer, eftersom även en första regressiv palatalisering hade inträffat tidigare.

## Orsak
Efter den första velarpalataliseringen fanns inga velarer före främre vokal. Främre vokaler uppkom efter velarer igen efter att diftonger monoftongerats till främre vokaler, det vill säga *ai > ä2, i2. På grund av så kallad intrasyllabisk synharmoni, vilket även orsakade den första slaviska velarpalataliseringen, var inte kombinationen velar följt av främre vokal tillåten. Denna motsättning löstes genom att velarernas artikulationsställe flyttades framåt i munnen till mjuka gommen.

## Resultat
Resultatet av den andra velarpalataliseringen är inte homogent i det slaviska språkområdet. Den andra velarpalataliseringen anses därför generellt inte ha kunnat inträffa före den slaviska expansionen på 500-talet efter vår tidräkning. Reflexerna av den andra velarpalataliseringen är en isogloss som skiljer västslaviska språk från östslaviska och sydslaviska språk.
I samtliga slaviska språk inträffade ljudförändringarna *k > c, där c står för den tonlösa affrikatan [ʦ]. I nästan alla slaviska områden blev *g > *ʒ > z eller z’, där ʒ och z’ står för den tonande alveolara affrikatan [ʣ] respektive den palataliserade tonande alveolara frikativan [zʲ]. I lechitiska dialekter förutom slovinciska och i den västmakedonska dialekten kring Ohrid bevarades ʒ. I västslaviska språk blev *x > š, där x är den tonlösa velara frikativan [x] och š den tonlösa postalveolara frikativan [ʃ]. I övriga slaviska språk blev *x > s. I västslaviska språk förblev kv, gv + ä oförändrade medan i öst- och sydslaviska språk påverkades *k och *g som om v inte fanns där.
Den andra velarpalataliseringen tycks ha nått Ryssland sent och med ofullständigt resultat. I modern ryska har den andra velarpalataliseringen inte verkat över morfemgränser. I ryska dialekter finns ord som inte påverkats av den andra velarpalataliseringen. Till nordvästra Ryssland, i områdena kring Pskov och Novgorod, visar näverbrev att den andra regressiva palataliseringen nådde området sent.